# مرد عوضی (فیلم ۱۹۵۶)
مرد عوضی (به انگلیسی: The Wrong Man) محصول سال ۱۹۵۶ میلادی، فیلمی دکودراما و نوآر به کارگردانی آلفرد هیچکاک با بازی هنری فوندا است. این فیلم یکی از معدود فیلم‌های هیچکاک است که بر اساس یک داستان واقعی ساخته شده‌است و طرح آن وقایع زندگی واقعی را از نزدیک دنبال می‌کند.
فیلم ساختاری مستند دارد و فارغ از سایر مشخصات ویژهٔ سایر فیلم‌های هیچکاک است. هیچکاک در این فیلم به روایت‌کردن یک داستان واقعی در مکان‌های واقعی و با اشخاص واقعی (بجز شخصیت‌های اصلی فیلم نظیر بالسترو و زنش) می‌پردازد.
این فیلم یک سکانس مثال زدنی از سینمای دینی دارد که مورد توجه بسیاری از منتقدان سینما است.
دوبلهٔ فارسی این فیلم از سیمای جمهوری اسلامی ایران پخش شده‌است.
به گفته برخی محققان مرد عوضی  از فیلم هایی است ارزش چند بار دیدن دارد.

## خلاصه داستان
«بالستررو» (فاندا)، معروف به «مانی»، نوازندهٔ یکی از کلوب‌های شبانه، به دلیل شباهت زیادش با یک خلافکار، به‌اشتباه دستگیر می‌شود….

## بازیگران
- هنری فوندا در نقش Christopher Emmanuel "Manny" Balestrero
- ورا مایلز در نقش Rose Balestrero
- آنتونی کوایلی در نقش Frank D. O'Connor|Frank O'Connor
- هارولد جی استون در نقش Jack Lee
- چارلز کوپر در نقش Det. Matthews
- جان هیلدبرند در نقش Tomasini
- استر مینچوتی as Mama Balestrero
- دورین لانگ در نقش Ann James
- لوریندا برت در نقش Constance Willis
- نورما کونولی در نقش Betty Todd
- نحمیا پرسوف در نقش Gene Conforti
- لولا دانونزیو در نقش Olga Conforti
- ورنر کلمپرر در نقش Dr. Bannay
- کیپی کمپل در نقش Robert Balestrero
- رابرت اسن در نقش Gregory Balestrero
- ریچارد روبینز در نقش Daniel, the guilty man